# Aegisub
Aegisub /ˈiːdʒɪsʌb/ là một phần mềm tự do, đa nền tảng có mã nguồn mở chuyên về biên tập phụ đề. Đây là công cụ phổ biến đối với những người hâm mộ trong việc biên tập phụ đề và thực hiện các hiệu ứng liên quan để dịch, chú thích cho các đoạn phim, ảnh hay các tài liệu khác (fansub). Aegisub là sự kết hợp giữa hai phần mềm SubStation Alpha và Sabbu.